# موديرن كومبات 3: فالن نيشن
موديرن كومبات 3: فالن نيشن (بالإنجليزية: Modern combat 3: Fallen Nation)
هي لعبة فيديو من منظور الشخص الأول تم تطويرها ونشرها بواسطة شركة غيم لوفت  لأنظمة أندرويد  وآي أو أس
وبلاك بيري بلاي بوك وبادا 2.0. هي الإصدار الثالث من سلسلة موديرن كومبات، سبقتها لعبة موديرن كومبات 2: بلاك بيجاسوس ولعبة موديرن كومبات: ساندستورم وتبعتها لعبة موديرن كومبات 4: زيرو آور ولعبة موديرن كومبات 5: بلاك آوت.